# TK케미칼
주식회사 TK케미칼은 대한민국의 SM그룹 계열사로 폴리, 스판, 수지 원사 등을 생산하는 기업이다.
SM그룹 우오현 회장이 트럼프 취임식에 연속 초대받아 주가가 강세를 보인 적이 있다.

## 역사 및 현황
1965년 동국무역 주식회사로 설립되었다.

### 내용주
1. ↑  공모가 5,000원에 상장
2. ↑  본사 소재지가 우방과 동일하다.